# Wilhelminapaviljoen
Het Wilhelminapaviljoen was een Nederlands tuberculose-sanatorium in Bemmel, Gelderland.

## Geschiedenis
Het sanatorium was een initiatief van de St. Liduina-vereeniging en werd gebouwd door de lokale architect Adrianus Wilhelmus van 't Hullenaar (1866 - 1940). De opening vond plaats in 1922, waarbij de plechtigheid werd verricht door pastoor Willem Grimmelt, voorzitter van de genoemde vereniging. Doelgroep van het sanatorium bestond uit vrouwen van alle gezindten. De verzorging was in handen van de Congregatie van Zusters van Sint Jozef in Amersfoort.